# Hybolasius postfasciatus
Hybolasius postfasciatus är en skalbaggsart som beskrevs av Stefan von Breuning 1940. Hybolasius postfasciatus ingår i släktet Hybolasius och familjen långhorningar. Inga underarter finns listade i Catalogue of Life.